# Weiherhaus (Röthenbach bei Schweinau)
Weiherhaus ist eine Wüstung im Gemeindegebiet der kreisfreien Stadt Nürnberg.

## Geographie
Die Einöde lag 200 Meter östlich der Rednitz auf einer Höhe von 304 m ü. NHN. Wirtschaftswege führten nach Stein (0,4 km nördlich), nach Eibach (1,5 km südöstlich) und nach Röthenbach (0,7 km östlich).

## Geschichte
Der Ort wurde im Jahr 1512 als „Stat Weyerhaus“ erstmals schriftlich erwähnt. Das Gut gehörte damals bei der nürnbergischen Hauptmannschaft Reichelsdorf. 1606 wurde der damalige Besitzer Hans Prunsterer von vier benachbarten Müllern an der Rednitz verklagt, weil er eigenmächtig ein Mühlwerk neu aufgerichtet hatte. 1609 gehörten zum Gut drei Weiher, Wiesen und acht Morgen Föhrenwald. Ein Mühlwerk wurde nicht mehr erwähnt. 1732 war „Weÿerhauß“ ein Herrenhaus der Nürnberger Patrizier von Löffelholz
Gegen Ende des 18. Jahrhunderts bestand Weiherhaus aus zwei Anwesen. Das Hochgericht übte die Reichsstadt Nürnberg aus, was aber vom brandenburg-bayreuthischen Oberamt Cadolzburg bestritten wurde. Grundherr über die beiden Häuser war das Waldamt Laurenzi.
Von 1797 bis 1810 unterstand der Ort dem Justiz- und Kammeramt Erlangen. Im Rahmen des Gemeindeedikts wurde Weiherhaus dem 1808 gebildeten Steuerdistrikt Eibach (II. Sektion) und der 1818 gegründeten Ruralgemeinde Röthenbach bei Schweinau zugeordnet. 1833 gehörte das Schloßgut den Patriziergeschlecht von Fürer. 1880 erwarb Lothar Freiherr von Faber dieses. 1903 wurden die Anwesen abgebrochen und an ihrer Stelle der Faberpark errichtet.

### Einwohnerentwicklung
| Jahr      | 001818 | 001824 | 001836 | 001840 | 001861 | 001871 | 001885 |
| Einwohner | 27     | 25     | 25     | 31     | *      | 52     | 12     |
| Häuser    | 2      | 1      | 3      | 2      |        |        | 3      |
| Quelle    | [ 6 ]  | [ 4 ]  | [ 7 ]  | [ 8 ]  | [ 9 ]  | [ 10 ] | [ 11 ] |

## Religion
Weiherhaus war seit der Reformation evangelisch-lutherisch geprägt und nach St. Johannes Baptist (Eibach) gepfarrt.

## Weblink
- Weiherhaus in der Ortsdatenbank von bavarikon, abgerufen am 21. Juli 2025.